# Угреобразные
Угреобра́зные (лат. Anguilliformes) — отряд лучепёрых рыб, включающий рыб с характерной змеевидной формой тела: их туловище не сужается к хвосту, нередко оно также не сплюснуто с боков (круглое в поперечном сечении). Ползают и плавают угри, изгибая тело, подобно змеям. По телу плывущего угря как бы пробегает волна с постоянной амплитудой, в то время как у рыб обычной формы эта амплитуда возрастает. Способ плавания угря не позволяет достичь больших скоростей, но зато он более экономичен. Ныне живущие угреобразные лишены брюшных плавников (отсюда второе название отряда «Apodes» — безногие).
Мягкие, без жёстких лучей и колючек, спинной и анальный плавники идут оторочкой вдоль тела, часто сливаясь с хвостовым. Плавательный пузырь соединен с кишечником или редуцирован. Обычно исчезает чешуя, кожа слизистая. Грудные плавники и их пояс имеются или отсутствуют. На челюстях мелкие зубы. Жаберные щели узкие. Жаберные тычинки отсутствуют. Лучей жаберной перепонки 6—49. Praemaxillaria два (редко отсутствуют). Сошник и мезэтмонд обычно слиты вместе. Отсутствуют opisthoticum (intercalare), orbitosphenoideum, mesocaracoideum, posttemporale, poscleithra, supramaxillare, extrascapulare, гулярная пластинка. Позвонков много (до 750 у Nemichthys scolopaceus), ребра есть или отсутствуют. 
У многих угреобразных некоторые кости черепа сливаются и нередко редуцируются.
Развитие с метаморфозом: прозрачная высокотелая листовидная личинка — лептоцефал — совсем не похожа на взрослого угря.
У многих угреобразных в крови содержатся ядовитые вещества — ихтиотоксины (имеющиеся также в крови других рыб — карпа, линя, тунца). При непосредственном попадании в кровь теплокровных они вызывают разрушение эритроцитов. Если сыворотку крови угря ввести в вену теплокровного животного, оно погибнет при симптомах, напоминающих укус гадюки.
Ихтиотоксины опасны лишь при попадании в кровеносную систему, так как в желудке они разрушаются. Следует избегать попадания крови угря на свежие ссадины из-за возможного воспаления. Также ихтиотоксины не выдерживают нагревания свыше 58 °С.
Почти все угреобразные — морские рыбы, обитающие преимущественно в теплых морях, но представленные и на больших глубинах. Только одно семейство представлено в пресных водах — угрёвые или пресноводные угри (Anguillidae). Тело нитехвостых угрей необыкновенно длинное и тонкое, вытягивается и голова, а челюсти приобретают вид длинного прямого клюва птицы. У ряда семейств редуцируются кости жаберных крышек. Среди крупнейших представителей гигантская мурена (до 30 кг); Muraenidae и мурена Strophidon sathete (до 4 м).
Промысловое значение имеют виды семейств Anguillidae, Muraenidae и Congridae.

## Классификация
В состав отряда включают восемь подотрядов, 19 семейств, 159 родов и около 938 видов:
Подотряд Protanguilloidei
- Семейство Protanguillidae Johnson, Ida & Miya, 2012
  - Protanguilla palau G. D. Johnson, H. Ida & Sakaue, 2012

Подотряд Synaphobranchoidei
- Семейство Synaphobranchidae Johnson, 1862 — Синафобранховые (3 подсемейства, 12 родов, 38 видов)

Подотряд Muraenoidei (3 семейства, 19 родов, 213 видов)
- Heterenchelyidae Regan, 1912 — Гетеренхелиевые (2 рода, 8 видов)
- Myrocongridae Gill, 1890 — Мироконгеровые
  - Myroconger Günther, 1870 — Мироконгеры
- Muraenidae Rafinesque, 1815 — Муреновые

Подотряд Chlopsoidei
- Семейство Chlopsidae Rafinesque, 1815 — Хлопсидовые, или ксеноконгеровые

Подотряд Congroidei (5 семейств, 105 родов, 572 вида)
- Derichthyidae Gill, 1884 — Дерихтовые
- Ophichthidae Günther, 1870 — Острохвостые угри
- Muraenesocidae Kaup, 1859 — Муренощуковые, или щукорыловые, или щукорылые угри
- Nettastomatidae Kaup, 1859 — Неттастоматовые, или утконосые угри
- Congridae Kaup, 1856 — Конгеровые

Подотряд Moringuoidei
- Moringuidae Gill, 1885 — Морингуевые

Подотряд Saccopharyngoidei — Мешкоротовидные (4 семейства, 5 родов, 28 видов)
- Cyematidae — Циемовые
- Eurypharyngidae — Большеротовые
- Monognathidae — Моногнатовые
- Saccopharyngidae — Мешкоротовые

Подотряд Anguilloidei (3 семейства, 7 родов, около 40 видов)
- Nemichthyidae Kaup, 1859 — Нитехвостые угри
- Serrivomeridae Trewavas, 1932 — Пилоротовые, или пилосошниковые угри
- Anguillidae Rafinesque, 1810 — Угрёвые